# Carcelia gnava
Carcelia gnava là một loài ruồi trong họ Tachinidae.